# Mellanvikt i boxning vid olympiska sommarspelen 1988
Resultat från boxning vid olympiska sommarspelen 1988 och herrarnas mellanvikt. Boxarna vägde under 75 kg. Tävlingarna arrangerades i Chamshil Students' Gymnasium i Seoul.

## Medaljörer
| Klass      | Guld                      | Silver                  | Brons                        |
| Mellanvikt | Henry Maske · Östtyskland | Egerton Marcus · Kanada | Chris Sande · Kenya          |
| Mellanvikt | Henry Maske · Östtyskland | Egerton Marcus · Kanada | Hussain Shah Syed · Pakistan |

## Resultat

### Första rundan
| Vinnare                    | Resultat      | Förlorare                |
| Första rundan              | Första rundan | Första rundan            |
| -------------------------- | ------------- | ------------------------ |
| Sven Ottke (FRG)           | 5-0           | Aaron Jakobishvili (ISR) |
| Michele Mastrodonato (ITA) | RSC-1         | Mirwan Kassouf (LIB)     |

### Andra rundan
| Vinnare                 | Resultat     | Förlorare                |
| Andra rundan            | Andra rundan | Andra rundan             |
| ----------------------- | ------------ | ------------------------ |
| Chris Sande (KEN)       | KO-3         | Juan Montiel (URU)       |
| Paul Kamela (CMR)       | 3-2          | Georgios Ioannidis (GRE) |
| Kieran Joyce (IRL)      | RSC-1        | Filipo Palako Vaka (TGA) |
| Francis Wanyama (UGA)   | 5-0          | Omar Dabaj (JOR)         |
| Sello Mojela (LES)      | 5-0          | Simon Stubblefield (LBR) |
| Henry Maske (GDR)       | 5-0          | Helman Palije (MAW)      |
| Ha Jong-Ho (KOR)        | WO           | Anthony Hembrick (USA)   |
| Lofti Ayed (SWE)        | 5-0          | John Tobin (GRN)         |
| Hussain Shah Syed (PAK) | 3-2          | Martin Amarillas (MEX)   |
| Serge Kabongo (ZAI)     | RSC-1        | James Iahuat (VAN)       |
| Zoltán Fuzesy (HUN)     | 5-0          | Ahmed Dine (ALG)         |
| Esa Hukkanen (FIN)      | 5-0          | Roberto Martínez (HON)   |
| Darko Dukić (YUG)       | RSC-2        | Vili Lesiva (SAM)        |
| Egerton Marcus (CAN)    | KO-1         | Emmanuel Legaspi (PHI)   |
| Ruslan Taramov (URS)    | KO-1         | Samuel Simbo (SLE)       |
| Sven Ottke (FRG)        | 5-0          | Ha Jong-Ho (KOR)         |

### Tredje rundan
| Vinnare                    | Resultat      | Förlorare            |
| Tredje rundan              | Tredje rundan | Tredje rundan        |
| -------------------------- | ------------- | -------------------- |
| Chris Sande (KEN)          | 5-0           | Paul Kamela (CMR)    |
| Francis Wanyama (UGA)      | 3-2           | Kieran Joyce (IRL)   |
| Henry Maske (GDR)          | WO            | Sello Mojela (LES)   |
| Michele Mastrodonato (ITA) | 5-0           | Lofti Ayed (SWE)     |
| Hussain Shah Syed (PAK)    | 5-0           | Serge Kabongo (ZAI)  |
| Zoltán Fuzesy (HUN)        | 5-0           | Esa Hukkanen (FIN)   |
| Egerton Marcus (CAN)       | KO-2          | Darko Dukić (YUG)    |
| Sven Ottke (FRG)           | 5-0           | Ruslan Taramov (URS) |

### Kvartsfinaler
| Vinnare                 | Resultat      | Förlorare                  |
| Kvartsfinaler           | Kvartsfinaler | Kvartsfinaler              |
| ----------------------- | ------------- | -------------------------- |
| Chris Sande (KEN)       | 5-0           | Francis Wanyama (UGA)      |
| Henry Maske (GDR)       | 5-0           | Michele Mastrodonato (ITA) |
| Hussain Shah Syed (PAK) | 3-2           | Zoltán Fuzesy (HUN)        |
| Egerton Marcus (CAN)    | 5-0           | Sven Ottke (FRG)           |

### Semifinaler
| Vinnare              | Resultat    | Förlorare               |
| Semifinaler          | Semifinaler | Semifinaler             |
| -------------------- | ----------- | ----------------------- |
| Henry Maske (GDR)    | 5-0         | Chris Sande (KEN)       |
| Egerton Marcus (CAN) | 4-1         | Hussain Shah Syed (PAK) |

### Final
| Vinnare           | Resultat | Förlorare            |
| Final             | Final    | Final                |
| ----------------- | -------- | -------------------- |
| Henry Maske (GDR) | 5-0      | Egerton Marcus (CAN) |